# John Merton
John Merton, nato Myrtland F. LaVarre (Seattle, 18 febbraio 1901 – Los Angeles, 19 settembre 1959), è stato un attore statunitense.

## Filmografia parziale

### Cinema
- Zorro (Zorro's Fighting Legion), regia di John English e William Witney (1939) - serial
- Drums of Fu Manchu, regia di John English e William Witney (1940)
- Boot Hill Bandits, regia di S. Roy Luby (1942)
- Radar Patrol vs. Spy King, regia di Fred C. Brannon (1949)
- The Wolf Hunters, regia di Budd Boetticher (1949)
- I dieci comandamenti (The Ten Commandments), regia di Cecil B. DeMille (1956)
- Le avventure e gli amori di Omar Khayyam (Omar Khayyam), regia di William Dieterle (1957)

### Televisione
- Le inchieste di Boston Blackie (Boston Blackie) – serie TV, 2 episodi (1951-1953)